# Luis Alayza Escardó
Luis Alejandro Antonio Alayza Escardó (Lima, 13 de junio de 1915-2007) fue un político e ingeniero agrónomo peruano. Fue ministro de Gobierno y Policía de Perú entre 1966 y 1967.

## Biografía
Nacido en Lima, sus padres fueron Carlos Alayza y Roel y María Isabel Escardó y Salazar, sobrina nieta de Constanza Nordenflycht. Fue sobrino de Luis y Francisco Alayza Paz-Soldán y primo de Ernesto Alayza Grundy.
Realizó sus estudios en el Colegio de la Inmaculada y en la Escuela Nacional de Agricultura de La Molina, de la que se graduó de ingeniero agrónomo (1938).
Casado con Leticia Bettocchi Bejarano, tuvo cuatro hijos. 
Trabajó durante su vida profesional en diversas inversiones agrícolas, particularmente en compañía del banquero Rollin Thorne Sologuren. En 1957 fue elegido diputado del Congreso por Acción Popular, cargo que ocupó hasta 1963. En 1966, el presidente Fernando Belaúnde lo designó ministro de Gobierno y Policía. Al año siguiente, fue censurado en la Cámara de Diputados por la agresión de la Policía a un diputado y a periodistas. 
Fue vicepresidente del Consejo Nacional Agrario, vicedecano del Colegio de Ingenieros del Perú, presidente del Capítulo de Ingenieros Agrónomos, vicepresidente de la Asociación de Cámaras de Comercio y presidente del Banco Agrario.